# Зиринг (Ајова)
Зиринг (енгл. Zearing) град је у америчкој савезној држави Ајова. По попису становништва из 2010. у њему је живело 554 становника.

## Демографија
Према попису становништва из 2010. у граду је живело 554 становника, што је 63 (10,2%) становника мање него 2000. године.
| Група             | 2000.       | 2010.       |
| Белци             | 599 (97,1%) | 552 (99,6%) |
| Афроамериканци    | 1 (0,2%)    | 1 (0,2%)    |
| Азијати           | 4 (0,6%)    | 0 (0,0%)    |
| Хиспаноамериканци | 4 (0,6%)    | 0 (0,0%)    |
| Укупно            | 617         | 554         |